# Иванов, Вячеслав Васильевич
Вячеслав Васильевич Иванов (род. 9 марта 1940 г., г. Березовка, Одесская область, УССР, СССР) — советский и российский хозяйственный деятель в сфере потребительской кооперации. Председатель Совета Красноярского крайпотребребсоюза, народный депутат СССР (1989-1991).

## Биография
Родился 9 марта 1940 года в г. Березовка Одесской области в семье кадрового партийного работника.
Отец, Иванов Василий Федорович (1901-1941) - член ВКП(б) с 1919 года, с 1918 до 1933 года служил в РККА, участвовал в Советско-польской войне, был ранен. Затем прошёл долгий партийный путь. В сентябре 1941 года командовал партизанским отрядом, погиб при обороне Одессы.
По окончании средней школы г. Новосибирска свыше 3-х лет работал слесарем в локомотивном депо станции Новосибирск-главный.
В 1966 г. очно закончил Новосибирский институт Советской кооперативной торговли по специальности "Товароведение и организация торговли", по окончании которого был направлен по распределению в Красноярский крайпотребсоюз.
С августа 1966 по январь 1968 г. - заместитель председателя правления по торговле Новосёловского райпротребсоюза Красноярского края.
С января 1968 по март 1969 г. - председатель правления Ирбейского райпотребсоюза Красноярского края.
С марта 1969 по январь 1978 г. - первый заместитель председателя правления Красноярского крайпотребсоюза.
С января 1978 по март 1981 г. - председатель правления Красноярского крайрыболовпотребсоюза.
С марта 1981 по 1997 г. - председатель правления Красноярского крайпотребсоюза (предшественник - Анатолий Георгиевич Орешков).
В 1989 году был избран народным депутатом СССР
С 1997 года избирается председателем Совета Красноярского краевого союза потребительских обществ.

## Награды и звания
- Орден Трудового Красного Знамени (13.04.1981)
- Медаль "Ветеран труда" (05.01.1989)
- Звание Заслуженный работник торговли Российской Федерации (31.03.1996)
- Звание "Ветеран потребительской кооперации Российской Федерации" (27.06.2001)
- Орден "За вклад в развитие потребительской кооперации России" (24.02.2010)
- Нагрудный знак ФНПР "За содружество" (23.06.2015)
- Орден «За выдающиеся заслуги в потребительской кооперации края» (03.08.2016)
- Знак отличия Красноярского края "За трудовые заслуги" (22.08.2016)
- Почетная грамота Президента Российской Федерации (21.10.2016)
- Почетный знак "85 лет Красноярскому краю" (26.11.2019)
- Орден Почёта (24.04.2020)

Также награждён Почетным знаком отличия «За вклад в развитие потребительской кооперации Красноярского края», «Почетный кооператор Края»,  Награждён знаком отличия «40 лет безупречной работы в потребительской кооперации», нагрудным знаком «Герб города Красноярска». Почетными грамотами: Министерств и ведомств Российской Федерации, Центросоюза Российской Федерации, Губернатора Красноярского края, Законодательного собрания Красноярского края.

## Семья
Женат, есть дети и внуки. Сын Виталий Вячеславович Иванов - российский правовед, политолог, историк, публицист.

## Увлечения
Интересуется политическо-экономической литературой, много лет играл в большой теннис.